# The Captain's Captain
The Captain's Captain er en amerikansk stumfilm fra 1919 af Tom Terriss.

## Medvirkende
- Alice Joyce – Louise Greyling
- Arthur Donaldson
- Percy Standing – Joab
- Julia Swayne Gordon – Aun Euphemia
- Eulalie Jensen – Betty Gallup
- Maurice Costello – Lawford Tapp